# Aloys de Löwenstein-Wertheim-Rosenberg
Pour les articles homonymes, voir Löwenstein.

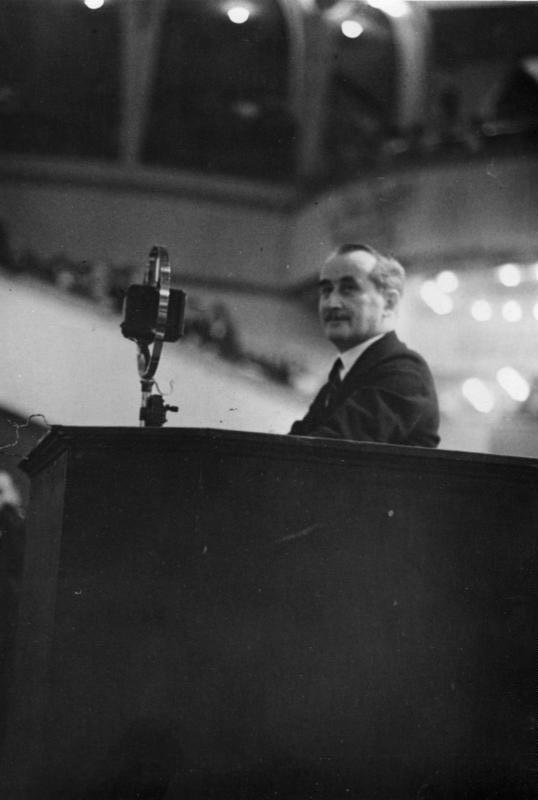
Aloys de Löwenstein lors d'un rassemblement anticommuniste au Palais des sports de Berlin (1930)

Prince Aloys de Löwenstein-Wertheim-Rosenberg (né le 15 septembre 1871 à Kleinheubach et mort le 25 janvier 1952 à Bronnbach) est membre et à partir de 1908 chef de la famille de Löwenstein-Wertheim-Rosenberg, homme politique du Zentrum et de 1920 à 1948 président du Comité central des catholiques allemands.

## Ascendance
Aloys est issu du mariage de Charles de Löwenstein-Wertheim-Rosenberg (1834-1921) et de sa seconde épouse Sophie de Liechtenstein (1837-1899), fille d'Alois II de Liechtenstein. Il est l'aîné de deux frères.

## Biographie
Après avoir terminé ses études secondaires au Collège des Jésuites de Feldkirch, il termine des études de droit à Prague (1889) et à Fribourg en Suisse.
Familier de l'engagement de son père dans le mouvement laïc catholique depuis son plus jeune âge, le prince Aloys, après ses études et un voyage en Angleterre, assume d'abord son rôle d'un noble riche dans quatre pays et est devenu membre des premières chambres de Wurtemberg (1895), Hesse (1897) ), Bavière (1909) et Bade (1910). En 1908, alors que son père est encore en vie, Aloys reprend le titre de prince et tous les droits et obligations d'un état civil. 
En 1907, il est élu député du Reichstag en représentant la 1re circonscription de Trèves, à laquelle il appartient jusqu'à la fin de la monarchie. En tant que député, il s'occupe principalement des questions de politique étrangère. Cependant, il ne s'est pas rapproché d'une carrière diplomatique qui lui aurait été ouverte en raison de sa formation antérieure et de son appartenance à l'aristocratie européenne. L'aspect parlementaire lui est resté assez étranger. Il considère ses fonctions politiques au Reichstag et sa position de Reichsrat de la Couronne de Bavière comme un service à l'État qu'il cherche à rendre en harmonie avec les objectifs de l'Église catholique et à travers sa défense.
Bien qu'il se soit rendu disponible comme volontaire de guerre en 1914, il tente de modérer la discussion sur les objectifs de guerre après avoir critiqué la politique étrangère allemande comme trop orientée vers le pouvoir avant 1914. Depuis 1898, alors qu'il s'est tourné vers le mouvement laïque catholique comme successeur de son père Charles de Löwenstein-Wertheim-Rosenberg et est vice-président du Katholikentag de Neisse, il est membre du Comité central du Katholikentage allemand; Il préside lui-même pour la première fois la Journée de Strasbourg en 1905, favorisant ainsi l'intégration des catholiques d'Alsace-Lorraine dans l'empire.
L'un de ses centres d'intérêt est la « mission », pour laquelle l'Institut international de recherche missionnaire de Münster est créé en 1911; Aloys en est le président jusqu'en 1948. À cette fin, il incite la création de magazines. Après 1918, son effort est de recueillir le catholicisme sur une base religieuse.
Aloys de Löwenstein est président du Comité central des catholiques allemands depuis 1920. Il garde la politique de l'époque en grande partie hors du travail laïque catholique. Sa conception patriarcale de la société correspond à un apostolat laïc basé sur des convictions religieuses parmi ses camarades aristocratiques.
La prise de pouvoir d'Adolf Hitler en 1933 empêche le Comité central de continuer à travailler. Lors de la Journée catholique allemande générale prévue à Vienne en 1933, les participants allemands ne peuvent participer que dans une mesure limitée en raison des obstacles qui les empêchent de quitter le pays. Pour le Katholikentag allemand prévu par Gleiwitz en 1934, Hermann Göring, en tant que Premier ministre prussien, exige un serment d'allégeance au Troisième Reich, qu'Aloys de Löwenstein refuse et annule également le Katholikentag. Ce n'est qu'en 1948 qu'un autre Katholikentag, le dernier sous la direction d'Aloys de Löwenstein, peut avoir lieu. Il transfère la présidence à son fils, Charles de Löwenstein-Wertheim-Rosenberg (de).

## Famille
Aloys de Löwenstein-Wertheim-Rosenberg se marie le 27 septembre 1898 Joséphine Kinsky comtesse de Wchinitz et Tettau (1874-1946). Le mariage a neuf enfants:
- Marie-Sophie de Löwenstein-Wertheim-Rosenberg (1900-1982)
- Marie-Agnès de Löwenstein-Wertheim-Rosenberg (1902-1991)
- Charles de Löwenstein-Wertheim-Rosenberg (de) (1904-1990)
- Marie-Monique de Löwenstein-Wertheim-Rosenberg (1905-1992)
- Félix de Löwenstein-Wertheim-Rosenberg (de) SJ (1907-1986)
- Marie-Thérèse de Löwenstein-Wertheim-Rosenberg (1909-2000)
- François de Löwenstein-Wertheim-Rosenberg SJ (1909-1990)
- Marie-Anne de Löwenstein-Wertheim-Rosenberg (1914-2000)
- Jean de Löwenstein-Wertheim-Rosenberg (1919-2000)